# شفآن
شوان (مكلنبورغ فوربومن) (بالألمانية: Schwaan) هي بلدة ألمانية تقع في ألمانيا في مكلنبورغ فوربومرن. يقدر عدد سكانها بـ 5,287 نسمة .